# 东昌区
东昌区是吉林省通化市下辖的一个市辖区。縣人民政府駐江畅路269号。

## 行政区划
东昌区下辖9个街道、1个镇、2个乡：
东昌街道、民主街道、老站街道、团结街道、新站街道、光明街道、龙泉街道、滨江街道、陆港街道、金厂镇、环通乡和江东乡。

## 人口民族
根据第七次人口普查数据显示东昌区常住人口为35.5346万人，城镇化率为92.91%，常住人口户数为13.8492万户。